# Spirostreptidae
Spirostreptidae är en familj av mångfotingar. Spirostreptidae ingår i ordningen Spirostreptida, klassen dubbelfotingar, fylumet leddjur och riket djur. Enligt Catalogue of Life omfattar familjen Spirostreptidae 836 arter. 

## Bildgalleri

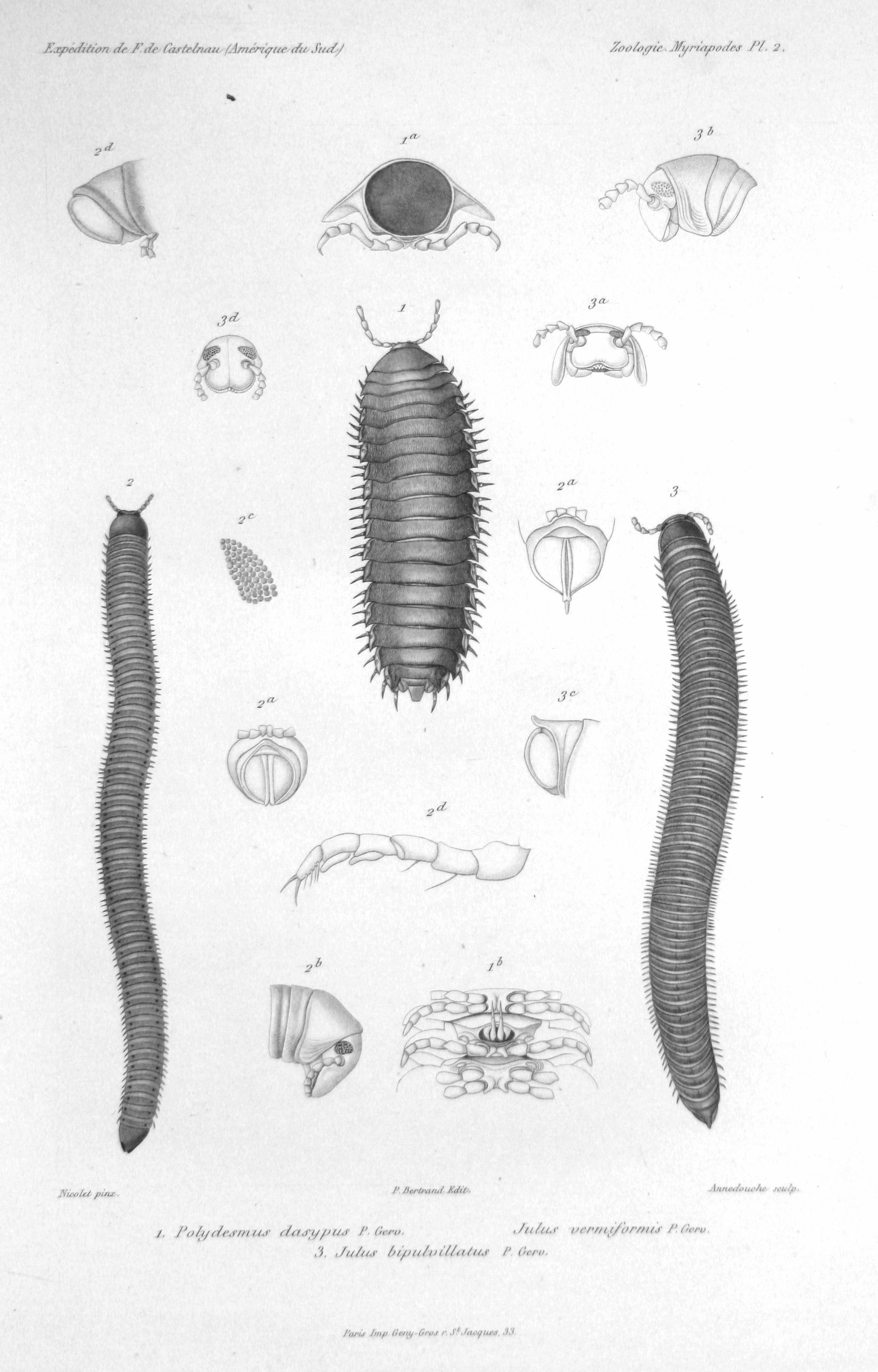
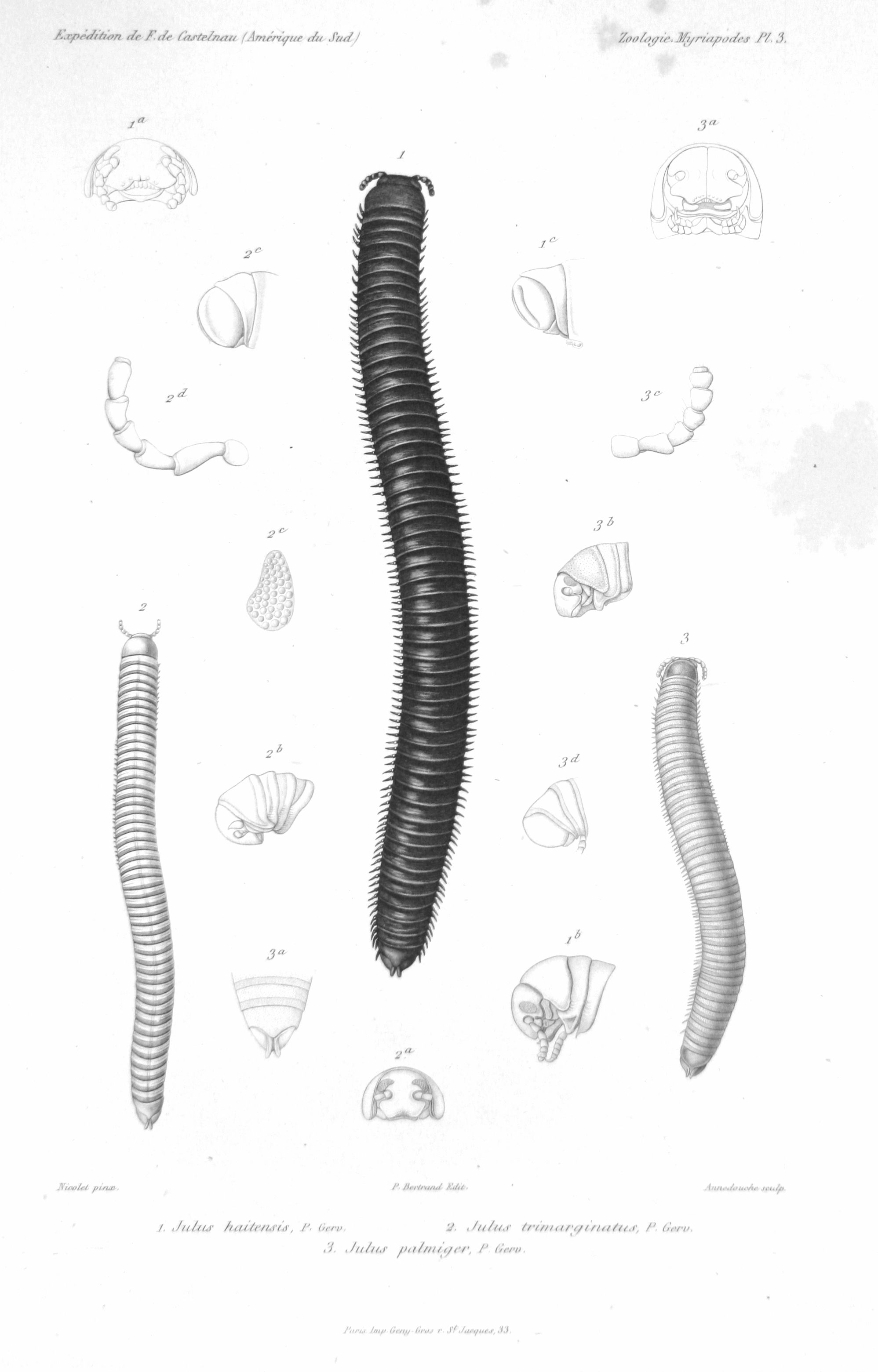
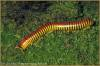

## Dottertaxa till Spirostreptidae, i alfabetisk ordning[1]
- Aethiopistreptus
- Alloporus
- Alogostreptus
- Anastreptus
- Andenostreptus
- Andineptus
- Anethoporus
- Archispirostreptus
- Attemsostreptus
- Aulonopygus
- Autostreptus
- Bicoxidens
- Brasilostreptus
- Brevitibius
- Bucinogonus
- Caicarostreptus
- Calathostreptus
- Calostreptus
- Camaricoproctus
- Cearostreptus
- Chamberlineptus
- Charactopygus
- Cladodeptus
- Cladostreptus
- Cochleostreptus
- Cochliogonus
- Collostreptus
- Conchostreptus
- Demangeptus
- Diaporus
- Dicyclostreptus
- Eiphorus
- Ellateptus
- Epistreptus
- Eumekius
- Exallostreptus
- Exospermastix
- Exospermitius
- Furcillogonus
- Globanus
- Gonepityche
- Graphidostreptus
- Guanabarastreptus
- Guanabarostreptus
- Guaporeptus
- Guviogonus
- Guyanostreptus
- Gymnostreptus
- Haplogonopus
- Helicogonus
- Helicosolenus
- Hemigymnostreptus
- Heteropyge
- Heterostreptus
- Humilistreptus
- Involverostreptus
- Ischiotrichus
- Isophyllostreptus
- Isoporostreptus
- Kartinikus
- Kochliogonopus
- Kochliogonus
- Krugerostreptus
- Lobogonus
- Lophogonus
- Lophostreptus
- Mardonius
- Mayastreptus
- Megagymnostreptus
- Megaskamma
- Metagonocoelius
- Metriostreptus
- Microtrullius
- Minasgonus
- Myostreptus
- Nanostreptus
- Nesostreptus
- Obelostreptus
- Odontostreptus
- Onychostreptus
- Ophistreptoides
- Ophistreptus
- Oreastreptus
- Orthogoneptus
- Orthoporoides
- Orthoporus
- Paulistostreptus
- Pemptoporus
- Perizonopus
- Perustreptus
- Phallorthus
- Plagiotaphrus
- Plusioporus
- Porostreptus
- Pseudogymnostreptus
- Pseudotibiozus
- Ptenogonostreptus
- Ptilostreptus
- Rhamphostreptus
- Rhapidostreptus
- Rhodesiostreptus
- Rubanostreptus
- Rutabulogonus
- Scaphiostreptus
- Skytostreptus
- Sooretama
- Sphaeromerus
- Spirocyclistus
- Spiropoeus
- Spirostreptus
- Stenostreptus
- Streptolus
- Synophryostreptus
- Telodeinopus
- Telomicropus
- Termatodiscus
- Tibiozus
- Tomogonus
- Torynopus
- Trachystreptus
- Triaenostreptus
- Trichogonostreptus
- Tropitrachelus
- Tubostreptus
- Urostreptus
- Urotropis
- Venezueneptus
- Vilcastreptus
- Zantekius